# 潮浪王子
《潮浪王子》（英語：The Prince of Tides）是一部1991年的美國劇情片，由芭芭拉·史翠珊執導，芭芭拉·史翠珊及尼克·诺尔蒂等主演。故事改編自Pat Conroy1986年出版的同名小說，劇本由Conroy本人及Becky Johnston執筆。
電影描述了主人公Tom Wingo（尼克·诺尔蒂飾）與女主角Susan Lowenstein（芭芭拉·史翠珊飾）的一段情，籍此帶出主人公為克服心理損害的痛苦掙扎，亦側寫了原著作者在南卡羅萊那州的童年。

## 外部連結
- 互联网电影数据库（IMDb）上《潮浪王子》的资料（英文）
- AllMovie上《潮浪王子》的资料（英文）
- TCM电影资料库上《潮浪王子》的资料（英文）
- 有未在電影中出現的片段（來自一個有關芭芭拉的網站）